# Louis của Pháp (1244–1260)

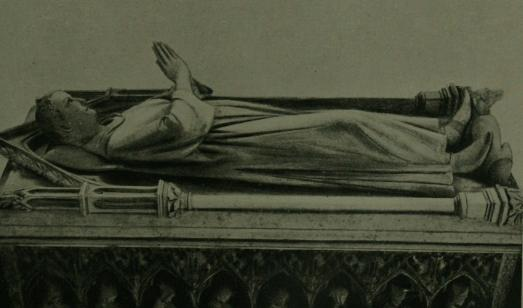
Hình nộm nổi trên lăng mộ của Louis của Pháp.

Louis của Pháp (21 hoặc 24 tháng 2 năm 1244 - 11 tháng 1 năm 1260) là một hoàng tử Pháp, người con trai đầu tiên và là người thừa kế hậu duệ đầu tiên của vua Louis IX và vương hậu Marguerite xứ Provence. Louis được lên làm nhiếp chính 2 năm trong thời gian bố mẹ ông vắng mặt vì cuộc thập tự chinh thứ bảy.

## Làm nhiếp chính
Năm 1248, Vua Louis và vương hậu Margaret du hành tới Ai Cập để tham gia cuộc Thập tự chinh thứ bảy. Trong thời gian họ vắng mặt, bà nội của Louis, Blanca de Castilla, Vương hậu Pháp đóng vai trò làm nhiếp chính. Tuy nhiên, khi Blanche qua đời vào năm 1252, cha mẹ Louis vẫn đang thập tự chinh và lúc đó, Louis, một cậu bé 8 tuổi, được bổ nhiệm làm nhiếp chính thực sự của Pháp. Cậu bé không thực sự cai trị đất nước mà quyền lực thực sự lại nằm trong tay một hội đồng hoàng gia, được dẫn dắt bởi người chú của Louis là Alphonse và Charles. Tuy nhiên, tất cả hành động của hoàng gia đã được niêm phong dưới quyền của Louis, và thư từ cho chính phủ đều được gửi đến cá nhân Louis. Cơ sở của sự sắp xếp là nguyên tắc bất thành văn (vào thời điểm đó) trong luật pháp nước Pháp: trong trường hợp không có hướng dẫn bằng văn bản hoặc ngược lại, con trai cả của nhà vua tự động trở thành nhiếp chính trong thời gian vua vắng mặt. Nhiếp chính này kết thúc khi Louis IX trở lại Paris năm 1254.

## Giáo dục và tham gia các hoạt động triều đình
Trong những năm sau đó, Louis được giáo dục với vai trò là một vị vua trong tương lai. Học giả pháp lý Pierre de Fontaines đã dành tặng cuốn sách giáo khoa Conseil à un ami cho Hoàng tử Louis. Vào ngày 20 tháng 8 năm 1255, Louis đính hôn với con gái của vua Alfonso X của Castila là công chúa Berenguela của Castilla. Vào thời điểm đó, cô là người thừa kế của Castila. Tuy nhiên, ngay sau khi hứa hôn, Fernando de la Cerda, em trai ruột của cô lại ra đời và thay thế chị gái, tuy nhiên sau này cả hai chị em đều không được đội vương miện.
Louis và em trai Philippe đã chứng kiến việc niêm phong và tuyên thệ xác nhận Hiệp ước Paris năm 1259, nhằm chấm dứt xung đột lãnh thổ giữa Anh và Pháp đã hoành hành từ năm 1180. Hiệp ước này yêu cầu Vua Henry III của Anh phải tôn kính Vua. Theo đó mọi vua Anh đều phải tôn kính vua Louis IX.

## Qua đời và hậu quả
Louis ngã bệnh sau mùa Giáng sinh năm 1259 và qua đời ngay sau đầu năm 1260 trong khi mới ở tuổi mười lăm, một tháng trước sinh nhật thứ mười sáu của cậu. Nhà thần học Vincent of Beauvais đã viết một thư văn bản an ủi cho nhà vua Louis IX, được coi là niềm an ủi truyền thống của Kitô giáo và là một trong những kiệt tác thuộc thể loại đó. Em trai của Louis, Philip đã kế vị cha của họ vào năm 1270 với vương hiệu Philip III.
Louis được chôn cất tại Tu viện Royaumont. Cậu không được chôn cất trong hầm mộ hoàng gia ở Saint-Denis, bởi vì một sắc lệnh của Louis IX dành riêng mật mã này cho những người đứng đầu. Tuy nhiên, về sau này thi hài của Louis đã được chuyển đến đó vào năm 1817.